# イモツキ
イモツキ（クロアチア語: Imotski）は、クロアチアの町およびそれを中心とした基礎自治体で、ダルマチア内陸部のビオコヴォ山北斜面に位置する。2011年の国勢調査によれば、市街の人口は4,347人、基礎自治体全体では10,213人が居住する。イモツキの気候はとても穏やかで、心地よく晴天日が多い。

## 地理
イモツキはクロアチアとボスニア・ヘルツェゴビナの国境に近く、ボスニア・ヘルツェゴビナ側の町はポスシェである。アドリア沿岸の町、マカルスカにも近い。イモツキは中世の要塞とカルストの青い湖モドロ湖（Modro jezero）で知られている。青い湖の他の現象として赤い湖クレヴェノ湖（Crveno jezero）があるが、この二つの湖はアドリア海へ向かう地下の水脈でつながっている。 2024年にユネスコ世界ジオパークに指定された。

## 歴史
イモツキの町が最初に言及されたのは10世紀であった。オスマン帝国によって1492年から1717年までその支配下にあり、その後はヴェネツィア共和国の支配下にあった。
イモツキは同地域内の他の町に比べて異なり、20世紀初期に設立され初等学校と中等学校で構成された教育システムがある。中等学校は1912年のオーストリア＝ハンガリー帝国時代に設立された。1941年から1945年にかけてはクロアチア独立国の下にあり、1944年4月にドイツの軍隊はアメリカのB24を3機撃ち落としている。地元の人々は多くのアメリカ兵を救っており、2008年に町では犠牲になった空軍兵を記念することを決め兵士の中一人はイモツキに直接の祖先を持つクロアチア系のアメリカ人である。

## 気候
イモツキの気候は心地よい地中海性気候で、最高気温は7月の26℃で最低気温は1月の5℃である。夏の期間は通常日中はとても暑く、年間10℃以上の日が240日ある。異なった種類の風が吹き、冬にはボーラが吹き付け寒さと晴天をもたらす北風で夏にはシロッコ（jug-南風と呼ばれることも）が吹き雨が降る。

## ゆかりの人物
- ズボニミール・ボバン - 元サッカー選手
- イヴァン・ラデリッチ - サッカー選手
- ミスラヴ・カログラン - サッカー選手